# Ketu
Ketu is een district in de regio Volta in het zuiden van Ghana. Het district heeft een oppervlakte van 779 km² en een inwoneraantal van 235.852 (2002). De hoofdstad van het district is de stad Denu.